# Miconia tomentosa
Miconia tomentosa är en tvåhjärtbladig växtart som först beskrevs av Louis Claude Marie Richard, och fick sitt nu gällande namn av David Don och Dc.. Miconia tomentosa ingår i släktet Miconia och familjen Melastomataceae. IUCN kategoriserar arten globalt som livskraftig. Inga underarter finns listade i Catalogue of Life.